# Parysów (gmina)
Parysów (daw. gmina Pszonka) – gmina wiejska w województwie mazowieckim, w powiecie garwolińskim. W latach 1975–1998 gmina położona była w województwie siedleckim.
Siedziba gminy to Parysów.
Według danych z 30 czerwca 2004 gminę zamieszkiwało 4110 osób. Natomiast według danych z 31 grudnia 2019 roku gminę zamieszkiwało 4128 osób.

## Struktura powierzchni
Według danych z roku 2002 gmina Parysów ma obszar 64,31 km², w tym:
- użytki rolne: 78%
- użytki leśne: 15%

Gmina stanowi 5,01% powierzchni powiatu.

## Demografia

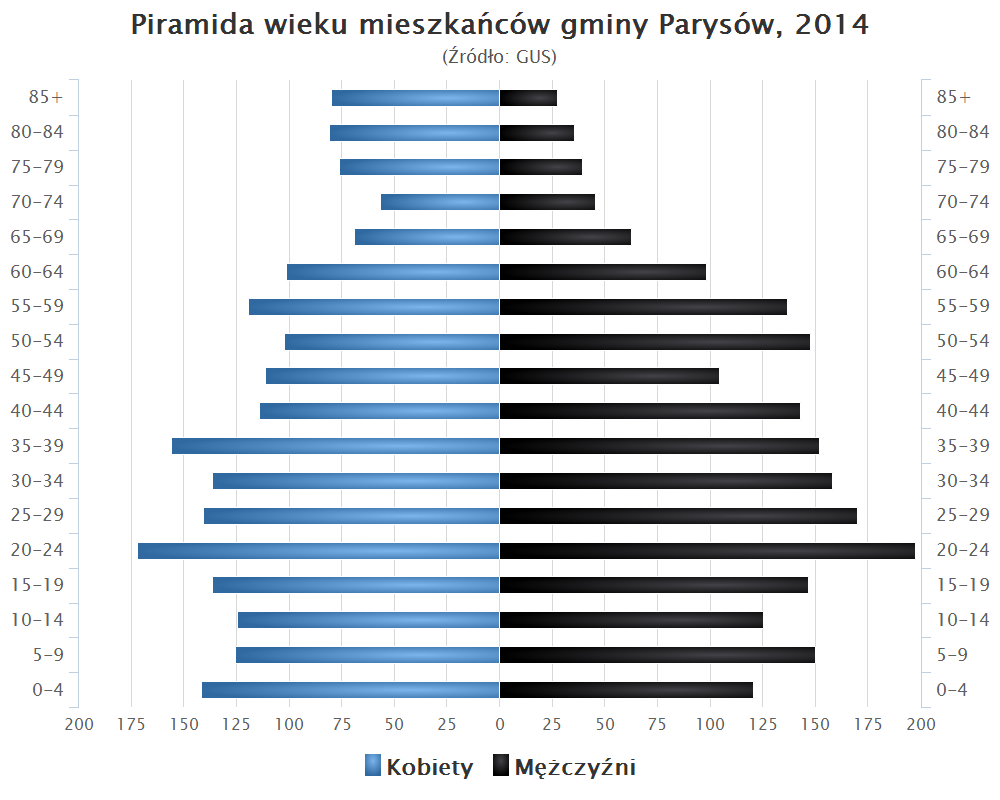
Piramida wieku mieszkańców gminy Parysów w 2014 roku

Dane z 17 maja 2007:
| Opis                              | Ogółem | Ogółem | Kobiety | Kobiety | Mężczyźni | Mężczyźni |
| --------------------------------- | ------ | ------ | ------- | ------- | --------- | --------- |
| jednostka                         | osób   | %      | osób    | %       | osób      | %         |
| populacja                         | 4143   | 100    | 2067    | 50,1    | 2076      | 49,9      |
| gęstość zaludnienia (mieszk./km²) | 63,9   | 63,9   | 32      | 32      | 31,9      | 31,9      |

## Sołectwa
Choiny, Kozłów, Łukówiec, Parysów, Poschła, Słup, Starowola, Stodzew, Wola Starogrodzka, Żabieniec
Miejscowością  podstawową bez statusu sołectwa jest Józinek.

## Sąsiednie gminy
Borowie, Garwolin, Latowicz, Pilawa, Siennica